# Ethobuella hespera
Ethobuella hespera är en spindelart som beskrevs av Chamberlin och Ivie 1937. Ethobuella hespera ingår i släktet Ethobuella och familjen panflöjtsspindlar. Inga underarter finns listade i Catalogue of Life.